# Saint Pierre marchant sur les eaux
Saint Pierre marchant sur les eaux – en italien San Pietro cammina sulle acque – est un tableau réalisé par le peintre italien Giorgio Vasari en 1545 à Naples. De format vertical, cette huile sur bois est une peinture chrétienne qui illustre la marche sur les eaux relatée dans l'Évangile selon Matthieu.
Elle représente Pierre s'accrochant à la main gauche de Jésus-Christ sous l'effet de la peur d'être englouti dans la mer de Galilée, les jambes déjà en partie immergées. Cette scène est le premier plan d'une seconde scène montrant une embarcation manœuvrée par d'autres disciples, indifférents au drame qui se joue non loin ; embarcation que l'apôtre vient de quitter en marchant sur le plan d'eau, en direction de son Seigneur. Ne semblant pas plus inquiet que ses disciples, celui-ci se tient en pied dans l'angle inférieur gauche de la composition, le droit accueillant une tête d'enfant dont le souffle apparaît comme le vent responsable du gonflement de la voile.
Exécutée pour les cloîtres de Monteoliveto, l'œuvre est envoyée à Paris, en France, en 1803 ou 1804. À compter de 1872, elle se trouve en dépôt au musée des Beaux-Arts de Dijon, à Dijon, en Côte-d'Or. Elle appartient à la commune depuis 2010, quand l'État lui transfère sa propriété à titre gratuit.